# Godoy Cruz Antonio Tomba
Club Deportivo Godoy Cruz Antonio Tomba je argentinski nogometni klub iz grada Mendoze.

## Najveći igrači
- Gregorio Garín
- Domingo Godoy
- Raúl Frigolé
- Daniel Oldrá
- Juan Alejandro Abaurre
- Rafael Iglesias
- Rubén Paz
- Sebastian Torrico
- Enzo Pérez
- Leandro Grimi
- Wilmer Crisanto
- Armando Cooper
- Carlos Andrés Sánchez